# 1951 au Yukon
Chronologie du Yukon
- 1947
- 1948
- 1949
- 1950
- 1951
- 1952
- 1953
- 1954
- 1955

Cette page concerne des événements d'actualité qui se sont produits durant l'année 1951 dans le territoire canadien du Yukon.

## Politique
- Commissaire  : Andrew Harold Gibson (en) (jusqu'au 15 octobre) puis Frederick Fraser (en)
- Législature : 15e

## Événements
- La radio anglophone CFWH (AM) (en) entre en ondes sur CBC Radio One de Whitehorse.

## Naissances
- 3 juillet : Geraldine Van Bibber, commissaire du Yukon.
- 16 novembre : Louise Profeit-LeBlanc (en), écrivaine.

## Décès
- Deacon Phelps (en), homme d'affaires et politicien (º 12 mars 1867)